# Donje Vodičevo
Donje Vodičevo (cyr. Доње Водичево) – wieś w Bośni i Hercegowinie, w Republice Serbskiej, w gminie Novi Grad. W 2013 roku liczyła 615 mieszkańców.